# Dorylomorpha appendiculata
Dorylomorpha appendiculata är en tvåvingeart som beskrevs av Kapoor, Grewal och Sharma 1987. Dorylomorpha appendiculata ingår i släktet Dorylomorpha och familjen ögonflugor. Inga underarter finns listade i Catalogue of Life.